# Верміліон
Верміліон (англ. Vermilion Falls, фр. Vermilion Chutes) — водоспад у Північній Америці, на річці Піс, в центрально-західній Канаді.

## Географія
Водоспад розташований в нижній течії річки Піс (басейн Макензі) на півночі провінції Альберта Канади, за 30 км нижче гирла правої притоки Вабаска.
Вода водоспаду тече суцільним широким пологим каскадом, з максимальною висотою до 5 м. Середня ширина водоспаду становить близько 1 829 м, він в середньому щосекунди скидає близько 1 812 м³ води. За шириною, водоспад займає 9-те місце у світі, та перше у Північній Америці та Канаді, а за витратою води 12-те місце у світі, та 2-ге у Північній Америці та Канаді, після Ніагарського водоспаду (2 407 м³/с).